# Seznam největších obchodních partnerů Evropské unie

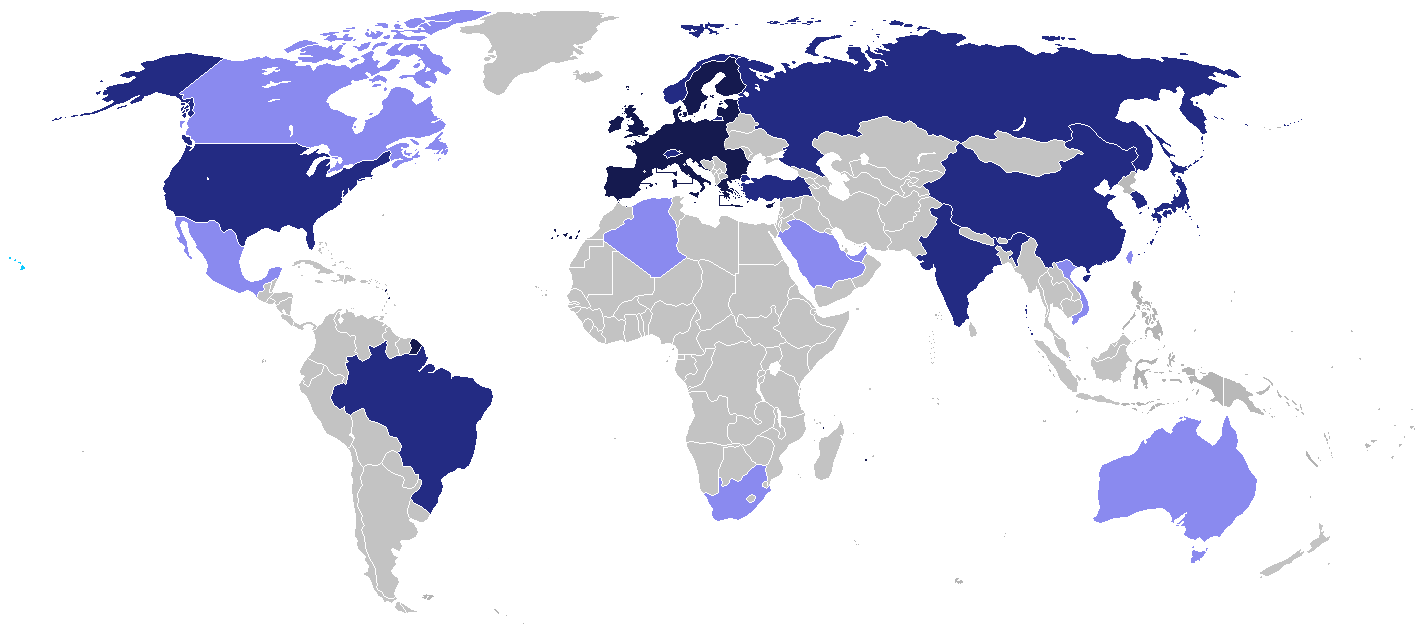
EU
Top 10 (2010)
Top 20 (2010)

Podle Generálního ředitelství pro obchod Evropské komise mezi 10 největších obchodních partnerů Evropské unie s jejich celkovým obchodem (součet dovozu a vývozu) v milionech eur za kalendářní rok 2020 patří následující. Kladná obchodní bilance v tabulce znamená, že EU z dané země více vyváží než dováží.
S vystoupením Spojeného království z Evropské unie se Spojené království zařadilo mezi deset největších partnerů evropské sedmadvacítky.
| Pořadí | Země/oblast            | Vývoz | Dovoz | Celkový obchod | Obchodní bilance |
| ------ | ---------------------- | ----- | ----- | -------------- | ---------------- |
| 2      | Spojené státy americké | 536,4 | 464,3 | 1 000,0        | 72,1             |
| 3      | Spojené království     | 462,3 | 330,7 | 793,0          | 131,6            |
| 1      | Čína                   | 249,7 | 416,2 | 665,9          | −166,4           |
| 4      | Švýcarsko              | 247,4 | 166,4 | 413,9          | 81,0             |
| -      | ASEAN                  | 111,1 | 161,0 | 272,2          | −49,8            |
| 5      | Rusko                  | 99,5  | 103,6 | 203,1          | −4,1             |
| 6      | Turecko                | 81,4  | 71,0  | 152,3          | 10,3             |
| 7      | Japonsko               | 82,9  | 67,7  | 150,5          | 15,2             |
| 8      | Norsko                 | 68,4  | 54,2  | 122,5          | 14,2             |
| 9      | Jižní Korea            | 57,6  | 50,4  | 108,0          | 7,2              |
| 10     | Indie                  | 45,3  | 50,3  | 95,6           | −5,0             |

| Pořadí | Země/oblast            | Vývoz | Dovoz | Celkový obchod | Obchodní bilance |
| ------ | ---------------------- | ----- | ----- | -------------- | ---------------- |
| 1      | Čína                   | 223,4 | 472,7 | 696,1          | −249,3           |
| 2      | Spojené státy americké | 399,3 | 232,4 | 631,8          | 166,9            |
| 3      | Spojené království     | 283,6 | 146,9 | 430,5          | 136,6            |
| 4      | Švýcarsko              | 156,4 | 123,6 | 280,1          | 32,8             |
| 5      | Rusko                  | 89,2  | 162,3 | 251,6          | −73,0            |
| -      | ASEAN                  | 75,7  | 136,2 | 215,9          | −56,5            |
| 6      | Turecko                | 79,2  | 77,9  | 157,2          | 1,2              |
| 7      | Norsko                 | 56,5  | 74,6  | 131,1          | −18,1            |
| 8      | Japonsko               | 62,3  | 62,2  | 124,6          | 0,1              |
| 9      | Jižní Korea            | 51,8  | 55,4  | 107,2          | −3,5             |
| 10     | Indie                  | 41,8  | 46,1  | 87,9           | −4,3             |